# Tammo (vid Ålön, Pargas)
Tammo med Långholmen i väster, är en ö i Finland. Den ligger i Skärgårdshavet norr om Ålön i Tammsundet i kommunen Pargas i den ekonomiska regionen  Åboland i landskapet Egentliga Finland, i den sydvästra delen av landet. Ön ligger omkring 15 kilometer sydväst om Åbo och omkring 160 kilometer väster om Helsingfors.
Öns area är 77,1 hektar och dess största längd är 2,3 kilometer i öst-västlig riktning. Ön höjer sig omkring 25 meter över havsytan.